# Ferula heuffelii
Ferula heuffelii är en flockblommig växtart som beskrevs av August Heinrich Rudolf Grisebach och János Johann A. Heuffel. Ferula heuffelii ingår i släktet stinkflokesläktet, och familjen flockblommiga växter. Inga underarter finns listade i Catalogue of Life.